# Katharina Turecek

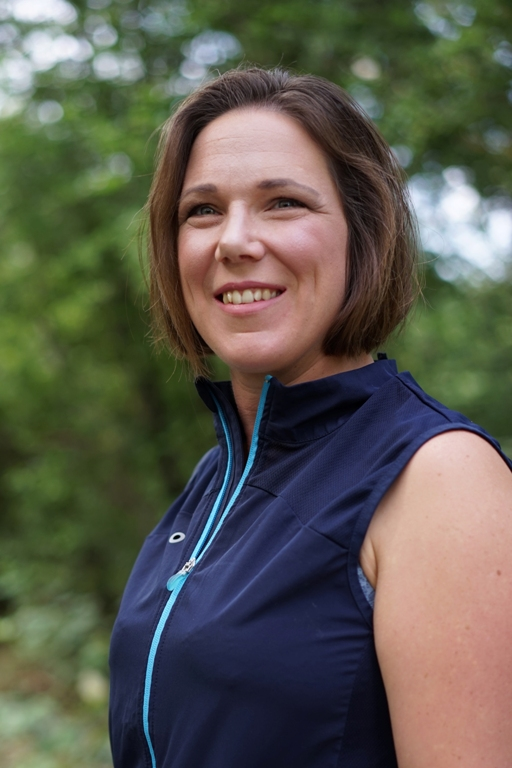
Katharina Turecek bei einem Gehirnspaziergang 2018

Katharina Anna Turecek (* 16. Dezember 1982 in Wien) ist eine österreichische Autorin und Vortragsrednerin zu Themen der angewandten Gehirnforschung.

## Leben
Turecek absolvierte ihre schulische Laufbahn in Wien. Nach Überspringen der 9. Schulstufe aufgrund außerordentlicher Leistungen maturierte sie 2000 am Bundesgymnasium und Realgymnasium Erlgasse.
Von 2000 bis 2005 studierte Turecek Humanmedizin an der Medizinischen Universität Wien mit Auslandssemestern und -praktika in den Niederlanden, Dänemark und auf Grönland. Von 2006 bis 2008 studierte sie Kognitionswissenschaften an der Universität Wien, der Technischen und Wirtschaftswissenschaftlichen Universität Budapest, Ungarn sowie an der Reichsuniversität Groningen in den Niederlanden. 

Nach dem Studium gründete sie das Institut für Gehirntraining a-head und behandelt als Autorin und Vortragende Themen der angewandten Gehirnforschung wie Demenzprävention und Gehirntraining, Lernen und Lehren, emotionale Kompetenz sowie geistige Fitness im digitalen Zeitalter.
Turecek war 1999 Jugendgedächtnismeisterin und 2001 Vize-Gedächtnismeisterin Österreichs und belegte 2001 bei der Gedächtnisweltmeisterschaft in London den 21. Platz
Am 24. August 2019 nahm Turecek an der Eurovisions-Quizsendung „Ich weiß alles!“ mit Jörg Pilawa teil und erreichte das Finale.

## Auszeichnungen
- 1999 Österreichische Jugendgedächtnismeisterin
- 2001 Österreichische Vize-Gedächtnismeisterin[9][10]
- 2023 Certified Speaking Professional[11]

## Publikationen

### Bücher
- Sprachen lernen - made easy. Krenn, Wien 2004, ISBN 978-3-902351-42-5
- Einmal gelernt - nie mehr vergessen. Krenn, Wien 2004, ISBN 978-3-902351-40-1
- Die 30 besten Lern-Tipps. Krenn, Wien 2005, ISBN 978-3-902351-25-8
- mit Johannes Petz: Pokermind. Krenn, Wien 2007, ISBN 978-3-902532-54-1
- Clever lernen - Kids. Krenn, Wien 2008, ISBN 978-3-902532-83-1
- mit Birgit Peterson: Kleines Handbuch Studium. Krenn, Wien 2009, ISBN 978-3-99005-034-7
- Clever lernen - Sprachen. Krenn, Wien 2009, ISBN 978-3-99005-002-6
- 1-MIN-Gehirntrainer. Krenn, Wien 2009, ISBN 978-3-99005-024-8
- mit Birgit Peterson: Handbuch Studium. Krenn, Wien 2010, ISBN 978-3-99005-033-0
- Die 99 besten Lerntipps. Krenn, Wien 2010, ISBN 978-3-99005-071-2
- Erfolgreich mit dem Lernprofil. Krenn, Wien 2011, ISBN 978-3-99005-111-5
- WIFI Lernbuch. Krenn, Wien 2012, ISBN 978-3-902110-81-7
- Geistig fit ein Leben lang, Wien 2012, ISBN 978-3-99005-148-1
- Geistig fit ein Leben lang - Übungsbuch, Wien 2012, ISBN 978-3-99005-149-8
- Gehirntraining mit dem Smartphone. Krenn, Wien 2014, ISBN 978-3-99005-213-6
- Das Lernprofil. Selbstlernkompetenz als Basis für Lebenslanges Lernen. Journal für Begabungsförderung 1/2017, studienverlag, Innsbruck-Wien-Bozen 2017.
- mit Heide-Marie Smolka: Zum Glück mit Hirn. Springer, Heidelberg 2018, ISBN 978-3-662-54452-5
- Gehirnspaziergang. Krenn, Wien 2018, ISBN 978-3-99005-331-7
- Alles im Kopf. Krenn, Wien 2019, ISBN 978-3-99005-340-9

### Hörbücher
- Gehirnspaziergang. Turecek, Wien 2015, ISBN 978-3-200-03966-7